# Damir Viškanić
Damir Viškanić (1942. – 2001.?) povjesničar amater koji se bavio kulturnopovijesnim istraživanjima kvarnerskog područja, prvenstveno Liburnije. Njegovi znanstveno istraživački radovi obrađuju glagoljaško naslijeđe Brseča i Lovrana, brsečku heraldiku, zapise u župnom arhivu Brseča, te crkvena zvona Baščanske kotline i Grobnika.
Najznačajniji mu je rad objava Kvaderne lovranskog kaptola, jednog od najvažnijih izvora za srednjovjekovnu i ranonovovjekovnu povijest Lovrana, koji se danas čuva u Nacionalnoj i sveučilišnoj knjižnici u Ljubljani. Ovaj crkveni rukopisni kodeks, podijeljen je na inventar, zakupne ugovore, obračune, regule, matičnu knjigu, oporuke i razne druge upise. Od 15. do 17. st. vodio se na glagoljici i hrvatskom jeziku, a u 18. st. na latinici i talijanskom jeziku. Damir Viškanić transliterirao je glagoljski tekst, iznosi povijest samog rukopisa te donosi predgovor koji obrađuje povijest Lovrana i njegove crkve. Knjiga je objavljena nakon njegove smrti, u izdanju poduzeća Adamić i Katedre Čakavskog sabora Opatija, godine 2002.

## Djela
- „Brsečki glagoljski natpisi“, Riječki teološki časopis, 2, br. 1., Rijeka 1994., str. 105-110.
- „Brsečka glagoljska oporuka“, Vjesnik Povijesnog arhiva u Rijeci, sv. 38, Rijeka 1996., str. 3-17.
- „Brsečka heraldika“, Vjesnik Povijesnog arhiva Rijeka, sv. 38, Rijeka 1996., str. 222-237.
- „Dvije glagoljske isprave iz Lovrana (16. st.)“, Vjesnik Državnog arhiva u Rijeci, sv. 39, Rijeka 1997., str. 3-29.
- „Dvije grobničke glagoljske isprave“, Grobnički zbornik, 4, 1996.
- „Bašćanska zvona i njihovi ljevači“, 900. g. Bašćanske ploče – monografija, Krčki zbornik,  Krk, 42: 187-199.
- „Zvona Grobinšćine i njihovi ljevači“, Grobnički zbornik
- Quaderna capituli Lovranensis/Kvaderna kapitula lovranskoga, Katedra Čakavskoga sabora Opatija – Adamić d.o.o., Lovran – Rijeka, 2002.

## Vanjske poveznice
- http://www.liburnija.net/covjek-koji-je-volio-arhive/